# Monte Gilboa
O Har haGilboa (הר הגלבוע) é um monte de Israel que se ergue na planície de Esdraelom. Em hebraico, é Gilboa; na Septuaginta, Gelboué; e na Vulgata, Gelboue. O significado da palavra é "Fonte Borbulhante".
Sua forma dá a ideia de uma enorme espiral, orientada de norte a sudeste. Tem 13 km de comprimento por 9 Km de largura. Seu ponto culminante fica em Seih Burqan, com 502 m sobre o vale.
A norte, para nordeste, limita-se com o rio Galude; a oeste, com o Wadi Semmah e o el-Nusf; e com o Wadi Subas ao sul. Possui constituição rochosa, com boa camada de terra na superfície. Nele se cultivam oliveiras, figueiras e alguns cereais que não necessitam de muita umidade. Davi (II Sam.1:21) os chama de "Montes de Gilboa". Na atualidade, são denominados Colinas de Gebel Fakua. Nesse monte, os filisteus derrotaram Israel e morreu Saul com um de seus filhos, Jônatas (I Sam. 31). Por causa dessa hecatombe, Davi amaldiçoou os montes de Gilboa (II Sam. 1:21).